# Piotr Sobociński

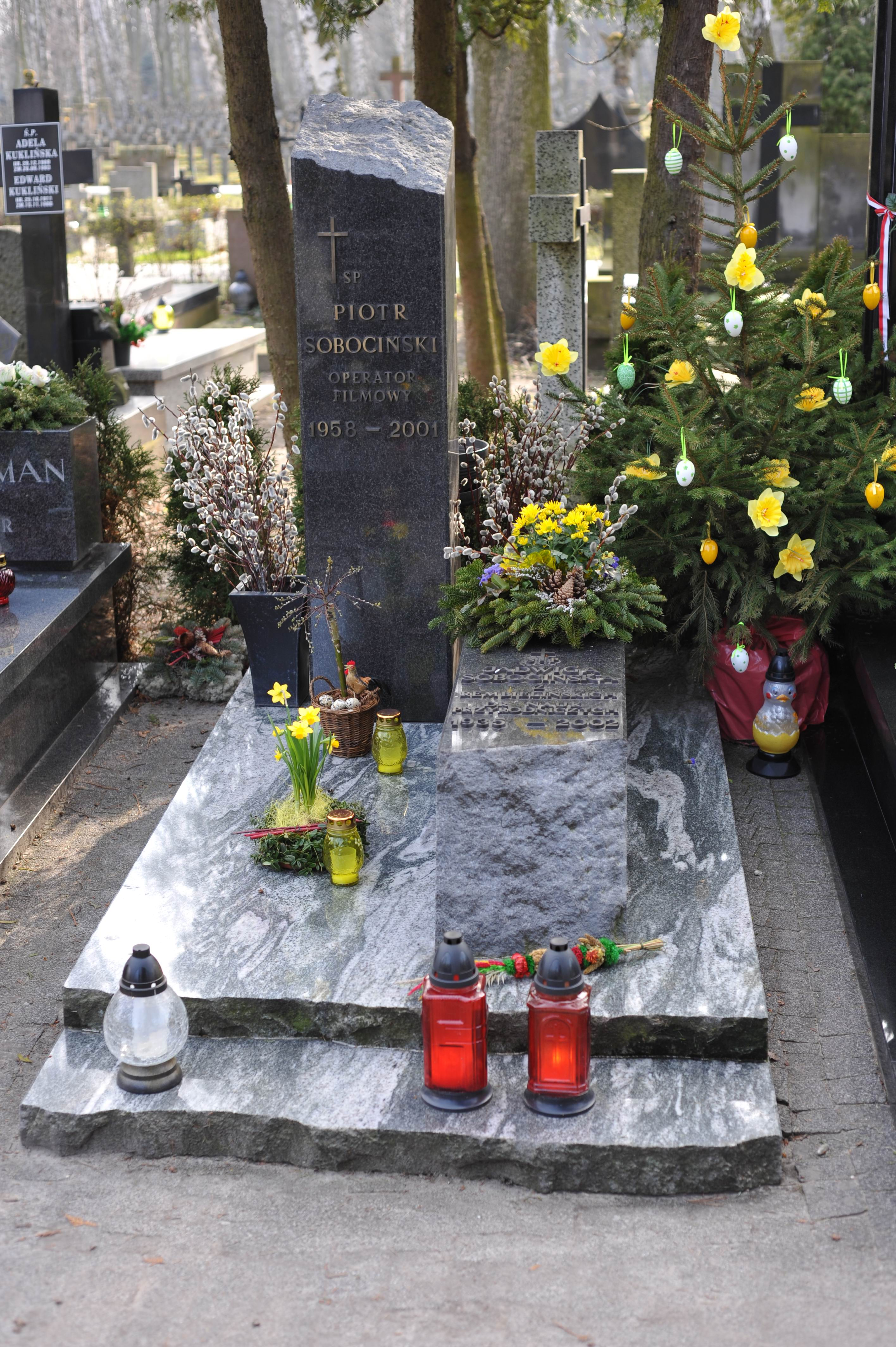
Grób Piotra Sobocińskiego na Cmentarzu Wojskowym na Powązkach

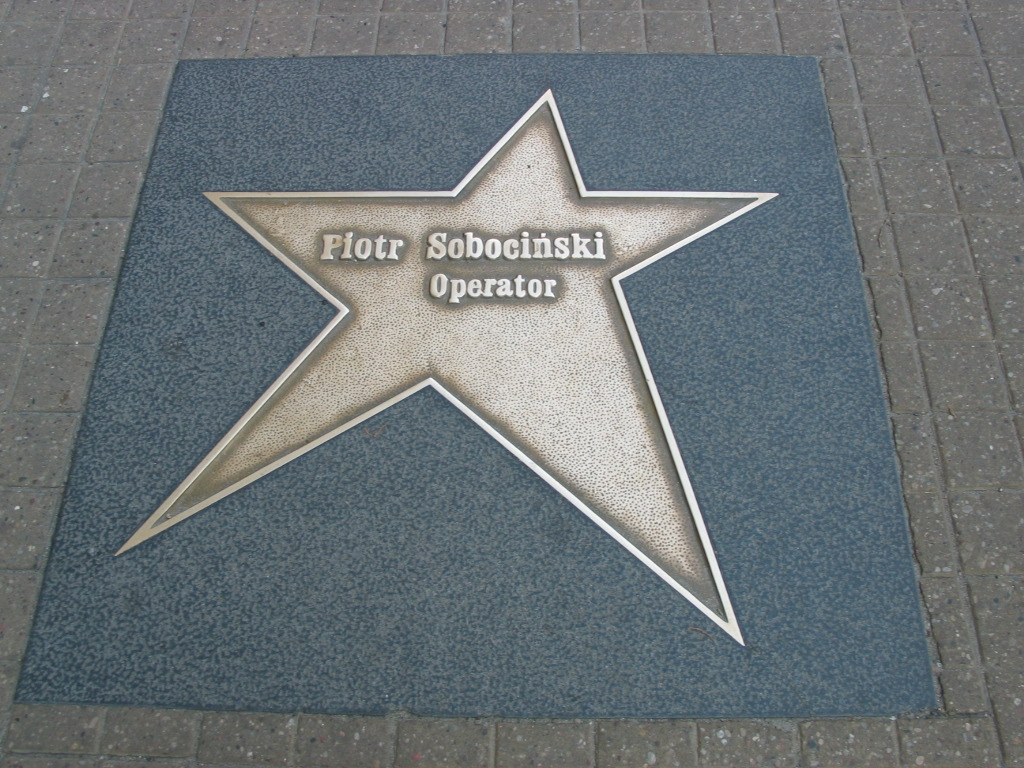
Gwiazda w łódzkiej Alei Gwiazd

Piotr Sobociński (ur. 3 lutego 1958 w Łodzi, zm. 26 marca 2001 w Vancouver) – polski operator filmowy.

## Życiorys
Absolwent Państwowej Wyższej Szkoły Filmowej, Telewizyjnej i Teatralnej w Łodzi. Współpracował m.in. z Krzysztofem Kieślowskim (Dekalog III, Dekalog IX, Trzy kolory. Czerwony). Za zdjęcia do filmu Trzy kolory. Czerwony uzyskał nominację do Oscara. Od tego czasu pracował głównie przy amerykańskich produkcjach. Pisał wiersze, które zostały wydane pośmiertnie w tomiku „jestem. jestem snem”.
Zmarł w Kanadzie na zawał serca podczas realizacji filmu 24 godziny (Trapped), który został mu dedykowany. Jego pamięci został też dedykowany film Kraina wiecznego szczęścia na podstawie opowiadania Stephena Kinga.
Pochowany na Cmentarzu Wojskowym na Powązkach w Warszawie (kwatera A3 tuje-3-13).

## Życie prywatne
Syn operatora Witolda Sobocińskiego, mąż aktorki Hanny Mikuć, ojciec Piotra Sobocińskiego juniora, Michała Sobocińskiego i Marii Sobocińskiej.

## Filmografia
- Był jazz (1981)
- O-bi, o-ba. Koniec cywilizacji (1984)
- Biała wizytówka (1986)
- Dekalog III (1988)
- Dekalog IX (1988)
- Opowieść o „Dziadach” Adama Mickiewicza. Lawa (1989)
- Trzy kolory. Czerwony (1994)
- Okup (Ransom, 1996)
- Pokój Marvina (Marvin’s Room, 1996)
- Kraina wiecznego szczęścia (Hearts in Atlantis, 2001)
- Oczy anioła (Angel Eyes, 2001)
- 24 godziny (Trapped, 2002)